# 德盧斯 (堪薩斯州)
德卢斯（英語：Duluth）是位於美國堪薩斯州波特瓦特米縣的一個非建制地區。

## 地理
德卢斯所處的海拔為高於海平面378米（即1240英呎），而該地所採用的時區為UTC-6，即北美中部時區（CST）。同時該地設有夏令時間，為UTC-6調快一小時，即UTC-5（CDT）。